# Banco directo
Un banco directo (a veces llamado banco sin sucursal) es un banco sin ninguna red de sucursales que ofrezca sus servicios de forma remota a través de banca en línea y banca telefónica o mediante una red de agentes bancarios independientes. También puede proporcionar acceso a través de cajeros automáticos (a menudo a través de alianzas de redes interbancarias), correo y dispositivos móviles. Los bancos directos reducen los importantes costes de mantener una red de sucursales. 
El concepto de un banco directo ganó importancia con el advenimiento de la tecnología de banca en línea a principios de la década de 1990, lo que llevó a la creación de varios bancos directos, aunque muchos de ellos eran propiedad de bancos tradicionales. Varios bancos directos solo ofrecen cuentas de ahorro en línea y estos bancos suelen ofrecer tasas de interés más altas que sus competidores tradicionales, ya que estos bancos pueden ser muy rentables para operar. Desde mediados de la década de 2000, la banca en línea y telefónica se ha convertido en un pilar de la banca minorista y la mayoría de los bancos los han incorporado a sus servicios principales y transformando o reduciendo su red de sucursales para reflejar las ventajas que tienen los bancos directos. 
En los Estados Unidos, muchos bancos en línea están asegurados por la Federal Deposit Insurance Corporation (FDIC) y pueden ofrecer el mismo nivel de protección para los fondos de los clientes que los bancos tradicionales.

## Historia
Uno de los primeros bancos directos totalmente funcionales del mundo fue First Direct, que lanzó la banca telefónica en el Reino Unido el 1 de octubre de 1989. Una subsidiaria del entonces Midland Bank, fue pionera al no poseer sucursales y ofrecer un servicio 24 horas a través de un centro de llamadas. La comercialización de Internet a principios de la década de 1990 fue el principal impulsor en la creación de modelos completos de banca directa. A medida que Internet se hizo más accesible, los bancos tradicionales buscaron reducir los costes operativos al ofrecer servicios de banca por Internet. 
En España, el primer banco directo es Bex Directo, perteniente a Banco Exterior, en el que se podía operar por teléfono, que no terminó de funcionar pero sirvió para abrir una nueva vía que la banca supo aprovechar. El 18 de febrero de 1995 se inaugura Open Bank, de la mano de Banco Santander.
Al mismo tiempo, aparecieron los bancos de Internet o bancos virtuales. Estos bancos no tenían una infraestructura bancaria tradicional, como una red de sucursales, una función de ahorro de costos que les permitía a muchos de ellos ofrecer cuentas de ahorro con tasas de interés más altas y préstamos con tasas de interés más bajas que la mayoría de los bancos tradicionales. Los bancos virtuales podrían operar virtualmente desde un solo ordenador y un servidor sin una infraestructura sustancial. Sin embargo, hubo una duda inicial de los consumidores al realizar transacciones monetarias a través de Internet, especialmente con una entidad con la que no podían lidiar cara a cara. 
Uno de los primeros bancos directos totalmente funcionales en los Estados Unidos fue el Security First Network Bank (SFNB), que comenzó a operar en octubre de 1995 y fue el primer banco directo asegurado por la Federal Deposit Insurance Corporation. Aunque el SFNB no obtuvo muchas ganancias en sus primeros años, demostró que el concepto de banca directa podría funcionar. 
Algunos bancos directos se centraron solo en cuentas de ahorro en línea, proporcionando tasas de interés más altas que los bancos tradicionales para los clientes que estaban contentos de tener acceso solo a su cuenta en Internet. Uno de los primeros y más exitosos en adoptar esto fue ING Direct, que lanzó su primer banco de este tipo en Canadá en 1997, expandiéndolo al Reino Unido, Australia y los Estados Unidos antes de que su propietario los vendiera alrededor de 2010. 
Uno de los primeros bancos directos de servicio completo de Europa fue First-e, lanzado por ENBA, una compañía incubadora de internet con sede en Dublín bajo la licencia bancaria del banco francés, Banque d'Escompte. Lanzado por primera vez en el Reino Unido en septiembre de 1999, obtuvo una atención apreciable, lo que resultó en más empresas de este tipo en toda Europa. Después de aproximadamente dos años de operaciones, cerró sus operaciones durante el estallido de la burbuja puntocom. El banco rival Egg Bank fue lanzado en octubre de 1998 por Prudential plc como banco directo, sin embargo, pasaron varios años antes de convertirse en un banco directo de servicio completo. 
El primer banco directo de Asia fue finatiQ, una división de Oversea-Chinese Banking Corporation (OCBC) de Singapur, lanzado en abril de 2000. Se cerró en 2011 y sus operaciones se fusionaron en la estructura bancaria principal con su matriz OCBC diciendo que «la banca por Internet se ha convertido desde entonces en una parte central de la estrategia multicanal de OCBC Bank, que también abarca sucursales, cajeros automáticos y banca móvil».
El modelo de banco directo fue utilizado por muchos de los challeneger banks o bancos retadores creados en Reino Unido durante el período 2015-2018. 